# Packard-Gletscher
Der Packard-Gletscher ist ein Gletscher im ostantarktischen Viktorialand. Er fließt in der Saint Johns Range unmittelbar westlich des Purgatory Peak in südlicher Richtung zum Victoria Valley.
Kartiert wurde der Gletscher bei einer von 1958 bis 1959 dauernden Kampagne im Rahmen der neuseeländischen Victoria University’s Antarctic Expeditions. Namensgeber ist der neuseeländische Biologe Andrew Packard (* 1929), zwischen 1957 und 1958 Mitglied der neuseeländischen Mannschaft bei der Commonwealth Trans-Antarctic Expedition (1955–1958).